# Wenigenehrich
Wenigenehrich ist ein Ortsteil der Stadt und Landgemeinde Greußen im Kyffhäuserkreis in Thüringen.

## Geografie
Das Haufendorf Wenigenehrich liegt westlich von Großenehrich in einer Bodenmulde im Ackerhügelland des Thüringer Beckens. Die Böden sind aus verwittertem Muschelkalk entstanden. Durch das Dorf fließt der Rinnigbach. Er vereinigt sich vor Großenehrich mit dem Bennebach zum Mühlbach, welcher südlich von Bliederstedt in die Helbe mündet.

## Geschichte
Am 27. September 979 wurde der Ort erstmals urkundlich erwähnt. Der landwirtschaftlich geprägte Ort war stets mit Großenehrich verbunden.
Die Kirche wurde 1693 erbaut und von 1987 bis 1992 saniert. Bis 1918 gehörte der Ort zur Unterherrschaft des Fürstentums Schwarzburg-Sondershausen.
Am 1. Juli 1950 wurde der Ort in die Stadt Großenehrich eingegliedert, die sich zum 1. Januar 2021 mit der Gemeinde Wolferschwenda und der Stadt Greußen zur neuen Stadt und Landgemeinde Greußen zusammenschloss.

## Sehenswürdigkeiten
Die evangelische Filialkirche ist eine neugotische Saalkirche mit Westturm und stark eingezogenem Polygonalchor aus regelmäßigem Kalk- und Sandsteinschichtmauerwerk. Sie wurde nach dem Abbruch der mittelalterlichen Vorgängerkirche 1884/85 errichtet. Sie erhielt eine einheitliche, neugotische Ausstattung.

## In Wenigenehrich geborene Persönlichkeiten
- Heinrich Nikolaus Gerber (1702–1775), Komponist und Organist
- Ludwig Schirmer (1929–2001), Fotograf